# Шапошников, Станислав Валерьевич
Станислав Валерьевич Шапошников (род. 1984) — российский учёный-математик, лауреат премии имени И. И. Шувалова (2012), лауреат премии имени А. Н. Колмогорова (2018).

## Биография
Родился в 1984 году.
В 2006 году — окончил механико-математический факультет МГУ.
В 2009 году — защитил кандидатскую диссертацию, тема: «Эллиптические уравнения для мер».
В 2011 году — защитил докторскую диссертацию, тема: «Качественные свойства стационарных распределений и переходных вероятностей диффузионных процессов».
С 2014 года — профессор кафедры математического анализа механико-математического факультета, где читает курсы «Математический анализ», «Качественная теория эллиптических уравнений с частными производными», «Градиентные потоки на пространстве вероятностных мер».
С 2013 года — преподает в НИУ ВШЭ, где читает курсы, посвященные математическому анализу.

## Награды
- Премия имени И. И. Шувалова (2012) — за докторскую диссертацию «Качественные свойства стационарных распределений и переходных вероятностей диффузионных процессов»
- Премия имени А. Н. Колмогорова (совместно с В. И. Богачёвым, А. И. Кирилловым, 2018) — за цикл работ «Стационарные уравнения Колмогорова»